# 斉藤博 (スキー選手)
斉藤 博（さいとう ひろし、1948年〈昭和23年〉10月 -  ）は、日本の元アルペンスキー選手・指導者。
選手時代は中央大学スキー部、その後札幌の三共電装にノンプロ選手として所属し、その後歌志内市役所の職員となった後の28歳まで選手として活動。  その後かもい岳レーシングチームを設立。
選手としては宮様国際スキー競技会、富良野での国体、北海道選手権などで優勝。 北海道美唄市出身。

## 経歴

### 幼少期・学生時代
北海道美唄市で生まれ、5歳の時に父親から買ってもらったスキーでスキーをはじめる。
当時は美唄にはリフトのあるスキー場はなく、自分の足で登って滑る毎日を過ごした。
その後美唄市立栄小学校、東明中学校、美唄東高校を経て、中央大学に入学する。

### 社会人選手時代
中央大学を卒業後、札幌の三共電装に入社し、ノンプロ選手として選手活動を続ける。
その後、後に自身がそこを拠点とするレーシングチームを設立したかもい岳国際スキー場の担当者として、歌志内市役所に転職。
スキー場の担当者としての業務と選手活動を並行し、転職後初のシーズンを最後に選手を引退。

### かもい岳レーシング設立
市役所の職員であり、自身もまだ選手でもあった1976年2月、夢であったジュニア選手養成のため、周りの協力を得てかもい岳ジュニアレーシングチームを設立し、アマチュア・コーチとしての第一歩を踏み出した。
市役所の職員であったため、平日の昼はスキー場担当者として自ら圧雪車に乗ってゲレンデを整備し、夜はナイターで指導に立った。
その後の1981年、「アマチュアには限界がある。プロのコーチとしてもっとしっかり子供たちを育てたい」との思いと、市役所でのスキー場担当者という立場から他部署への異動を予告されたこともあり、自身のやりたいことを実現するために、市役所を退職。
妻の同意と周囲の金銭的協力も得て、1981年8月に日本では初めてとなる通年で選手を預かるためのジュニア選手養成合宿所を開設した。
そのことは北海道の財界誌や週刊新潮の1982年2月18日号にも掲載され、多くの人が知ることとなった。

### かもい岳レーシングの発展・飛躍
通年での選手預かり、ヨーロッパでの合宿、かもい岳での散水された氷のバーンでの練習など、革新的な取り組みで発展していったかもい岳レーシングの選手養成効果は、徐々に現れた。
1984年には、第3回ジュニア世界選手権において、当時高校2年生であった伊藤敦が優勝。
その後も全国中学、全国高校、学生選手権、国体、全日本選手権等で優勝者を約100人輩出し、国際大会に日本代表選手として約20人を輩出するなど、名門チームへと成長した。
全日本ナショナルチームへも、伊藤政照、伊藤敦、五藤伯文、岡田利修、清沢恵美子、石井智也…など多数輩出し、のちに石井智也はチーム出身初のオリンピアンとなった。

### スキー場・ホテル経営
2007年からは、歌志内市から指定管理者としてかもい岳国際スキー場とホテルかもい岳温泉の経営を斉藤が経営していた株式会社プラッサが引き受け、2019年まで運営。
残念ながら、プラッサの倒産によりスキー場運営とかもい岳レーシングは2019年2月をもって一旦幕を下ろすこととなったが、1シーズンのブランクを経てスキー場は別の民間事業者が、レーシングチームは小規模ながらも斉藤の教え子である教員2名が引き継ぎ、現在も地元の少年団的立ち位置でその灯火は消えていない。
斉藤もチームは前述の2人にバトンを渡したが、愛するスキーを片手に、冬はかもい岳でスキーを楽しむ日々を送っている。